# XXII. Reserve-Korps (Deutsches Kaiserreich)

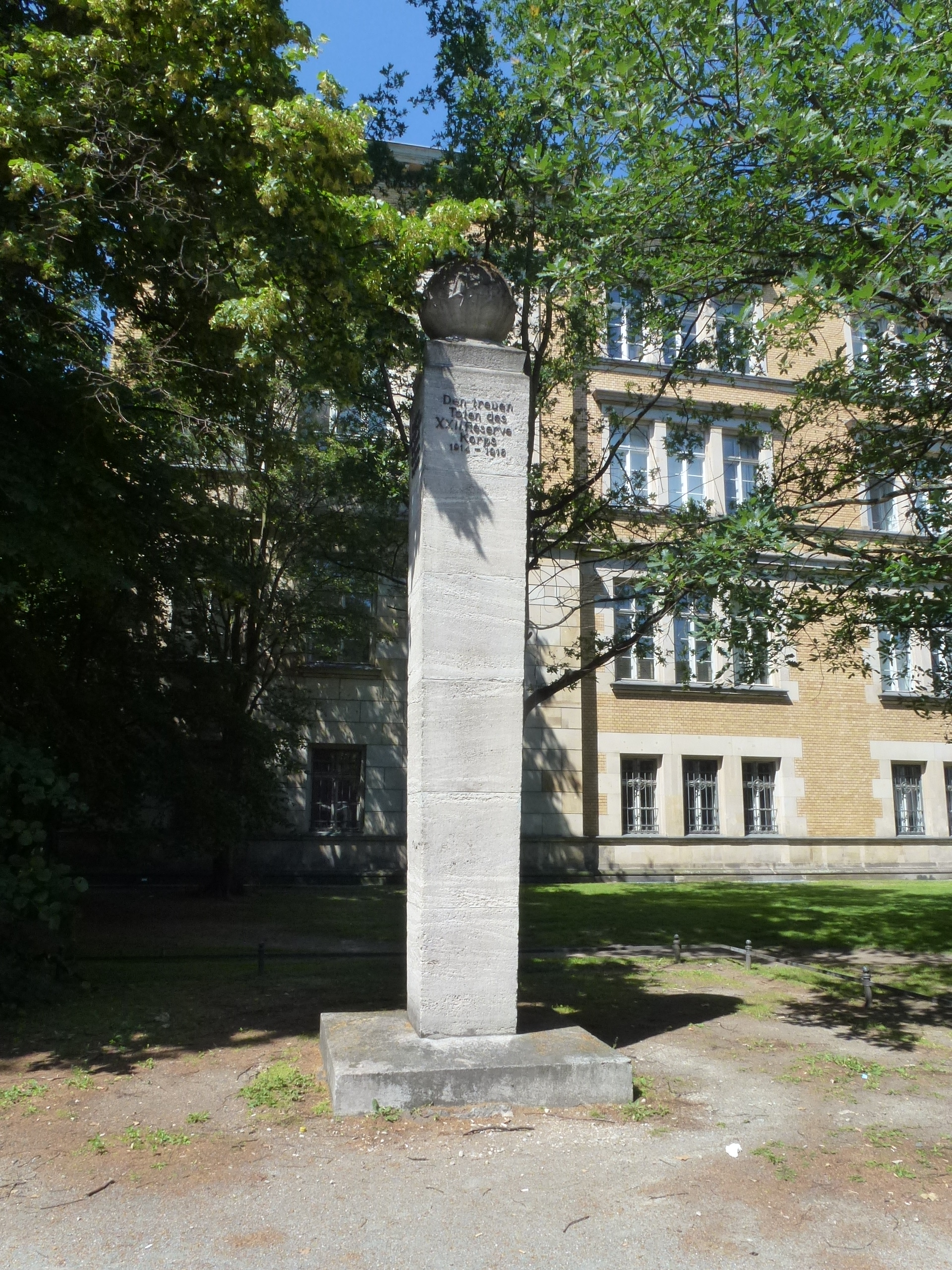
Gedenkstele für das XXII. Reserve Korps vor dem Joachimthalschen Gymnasium in Berlin-Wilmersdorf

Das XXII. Reserve-Korps war ein Großverband der Armee des Deutschen Kaiserreiches im Ersten Weltkrieg.

## Gliederung
Das Korps entstand bei Kriegsbeginn aus preußischen Kontingenten und war zu dieser Zeit wie folgt gegliedert:
43. Reserve-Division
- 85. Reserve-Infanterie-Brigade
  - Reserve-Infanterie-Regiment Nr. 201
  - Reserve-Infanterie-Regiment Nr. 202
  - Reserve-Jäger-Bataillon Nr. 15
- 86. Reserve-Infanterie-Brigade
  - Reserve-Infanterie-Regiment Nr. 203
  - Reserve-Infanterie-Regiment Nr. 204
  - Reserve-Kavallerie-Abteilung Nr. 43
  - Reserve-Feldartillerie-Regiment Nr. 43
  - Reserve-Pionier-Kompanie Nr. 43

44. Reserve-Division
- 87. Reserve-Infanterie-Brigade
  - Reserve-Infanterie-Regiment Nr. 205
  - Reserve-Infanterie-Regiment Nr. 206
  - Reserve-Jäger-Bataillon Nr. 16
- 88. Reserve-Infanterie-Brigade
  - Reserve-Infanterie-Regiment Nr. 207
  - Reserve-Infanterie-Regiment Nr. 208
  - Reserve-Kavallerie-Abteilung Nr. 44
  - Reserve-Feldartillerie-Regiment Nr. 44
  - Reserve-Pionier-Kompanie Nr. 44

Korpstruppen

## Geschichte
Der General der Kavallerie Eugen von Falkenhayn, dessen Bruder Erich preußischer Kriegsminister war, wurde am 10. September 1914 zum Kommandierenden General des neu gebildeten XXII. Reserve-Korps ernannt, das er den gesamten Krieg über führen sollte. Im Herbst 1914 wurde sein Korps in der Ersten Flandernschlacht im Rahmen der 4. Armee eingesetzt und bis zum 18. Oktober bei Termonde – Alost ausgeladen. Am 21. Oktober wurde das Korps südlich des III. Reserve-Korps eingesetzt, um den Yser-Übergang zu erzwingen. Der Hauptstoß der 43. Reserve-Division war auf Dixmuide gerichtet, die 44. Reserve-Division überschritt mit ihrem rechten Flügel den Yser-Kanal und kämpfte sich mit der 6. Reserve-Division weiter vor, während der linke Flügel der Division von Norden her Angriffe auf die Stadt unternahm. Weitere Angriffe bis zum 28. Oktober blieben aber erfolglos. Das Korps blieb bis Frühjahr 1915 an der Yser eingesetzt.
Im Juni 1915 erfolgte die Verlegung an die Ostfront, wo es zunächst nach der Durchbruchschlacht in Galizien beim Vorgehen zum Bug eingesetzt wurde. Anfang Oktober 1915 wurde das XXII. Reserve-Korps beim Feldzug in Serbien vorübergehend der k.u.k. 3. Armee unter General Kövess bei der Eroberung von Belgrad und Serbiens zugeteilt. Später unterstützte es den Donauübergang des k.u.k. 8. Korps (Scheuchenstuel) unweit der alten Festung Kalemegdan. Aufgrund des Ausfalles von mehr als zwei Drittel der verfügbaren Pontons, gelang es den österreichisch-ungarischen Truppen zunächst nicht, den vorhandenen Brückenkopf auf der Ostseite der Save weiter auszubauen. Die endgültige Entscheidung brachte erst der weiter südlich erfolgte Übergang der 43. (General Runckel) und 44. Reserve-Division (General Dorrer) des XXII. Reserve-Korps über die Save unter Nutzung der Großen Zigeuner-Insel. Das Korps konnte in der Folge in den Straßenkampf in Belgrad eingreifen, wodurch die Stadt schließlich am 9. Oktober in die Hände der Mittelmächte fiel.
Im Februar 1916 wurde das Korps erneut an die Westfront verlegt. Im Raum Lille diente es kurzzeitig als taktische Reserve der Obersten Heeresleitung. Ab Mitte März wurde Falkenhayns Korps in der Schlacht um Verdun eingesetzt und traf am westlichen Maas-Ufer als Verstärkung für die 5. Armee ein. Die der Maas-Gruppe West (General Gallwitz) unterstellten Verbände nahmen zur Unterstützung der Bayerischen 11. Division (Kneußl) zwischen Bethincourt und Malancourt Stellung. Im April 1916 war das XXII. Korps an den Kämpfen um die Höhe 304 am Westhang des Toten Mann bei Cumières beteiligt. Dabei war dem Korps vorübergehend auch die 22. Reserve-Division zugeteilt.
Nach Beginn der Brussilow-Offensive wurde das Korps im Juli 1916 zusammen mit der 43. Reserve-Division erneut an die Ostfront verlegt und dort der Heeresgruppe Linsingen unterstellt. Zusammen mit den Gruppen Beckmann und Dieffenbach wurde das Korps beim Gegenangriff der Angriffsgruppe von der Marwitz in Wolhynien eingesetzt.
Zwischen 7. Dezember 1916 und 17. Februar 1918 wurde Generalkommando des XXII. Reserve-Korps auch als Abschnitt Lipa bezeichnet, nach der im Einsatzgebiet liegenden Lypa, einem linken Seitenarm des Flusses Styr. Im Februar 1918 beteiligte sich das Korps am Vormarsch in Richtung Kiew. Im November 1918 führte Falkenhayn seine Truppen zurück in die Heimatgarnison, wo seine Mobilmachungsbestimmung nach der Demobilisierung am 30. Januar 1919 aufgehoben wurde.

## Kommandierender General
| Dienstgrad             | Name                 | Datum                             |
| ---------------------- | -------------------- | --------------------------------- |
| General der Kavallerie | Eugen von Falkenhayn | 10. September 1914 bis Kriegsende |